# Risto Savin

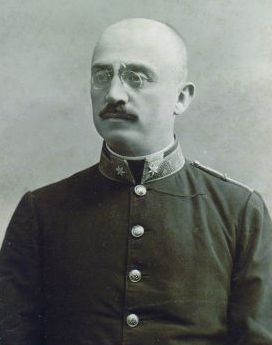
Risto Savin

Risto Savin (Pseudonym für Friderik Širca, * 11. Juli 1859 in Žalec; † 11. Dezember 1948 in Zagreb) war ein jugoslawischer Komponist.
Savin studierte in Wien bei Robert Fuchs und in Prag bei František Hessler und Karel Knittl. Er war in der slowenischen Musik der ersten Hälfte des 20. Jahrhunderts der bedeutendste Vertreter eines neoromantischen Stils, komponierte neben Orchester- und Kammermusik Chöre und Lieder und wurde besonders mit seinen Opern einem breiten Publikum bekannt.

## Werke (Auswahl)

### Opern
- Poslednja straža (Die letzte Wache), nach Anton Aškerc, dramatische Szene, 1 Akt (1898, UA 1906 Zagreb)
- Lepa Vida (Die schöne Vida), Richard Batka nach Josip Jurčič, Oper in 4 Akten (1907, UA 1909 Ljubljana)
- Gosposvetski sen (Gospa Svetas Traum); Fran Roš, Oper in 2 Akten und Vorspiel (1921, UA 1923 Ljubljana)
- Matija Gubec, Fran Roš, Oper in 5 Akten (1922/23, UA 1936 Ljubljana)

### Ballette
- Plesna Legendica (1918)
- Cajna punčka (1922)